# The Breakfast Experience
The Breakfast Experience is een ep van de Amerikaanse muzikant Prince die in 2013 werd uitgebracht.

## Algemeen
Deze ep bevat verschillende versies van Breakfast Can Wait.

## Nummers
| Nr. | Titel                                  | Duur |
| --- | -------------------------------------- | ---- |
| 1.  | Breakfast Can Wait (singleversie)      | 3:55 |
| 2.  | Breakfast Can Wait (Grits'N'Gravy Mix) | 3:29 |
| 3.  | Breakfast Can Wait (Espresso Mix)      | 3:33 |
| 4.  | Breakfast Can Wait (Honey Mix)         | 3:38 |
| 5.  | Breakfast Can Wait (Buttermilk Mix)    | 2:47 |